# Carlsberg

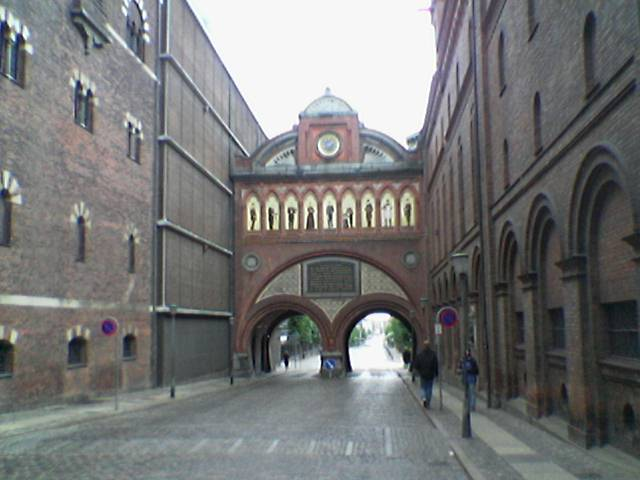
Bên trong của một trong những cửa Carlsberg

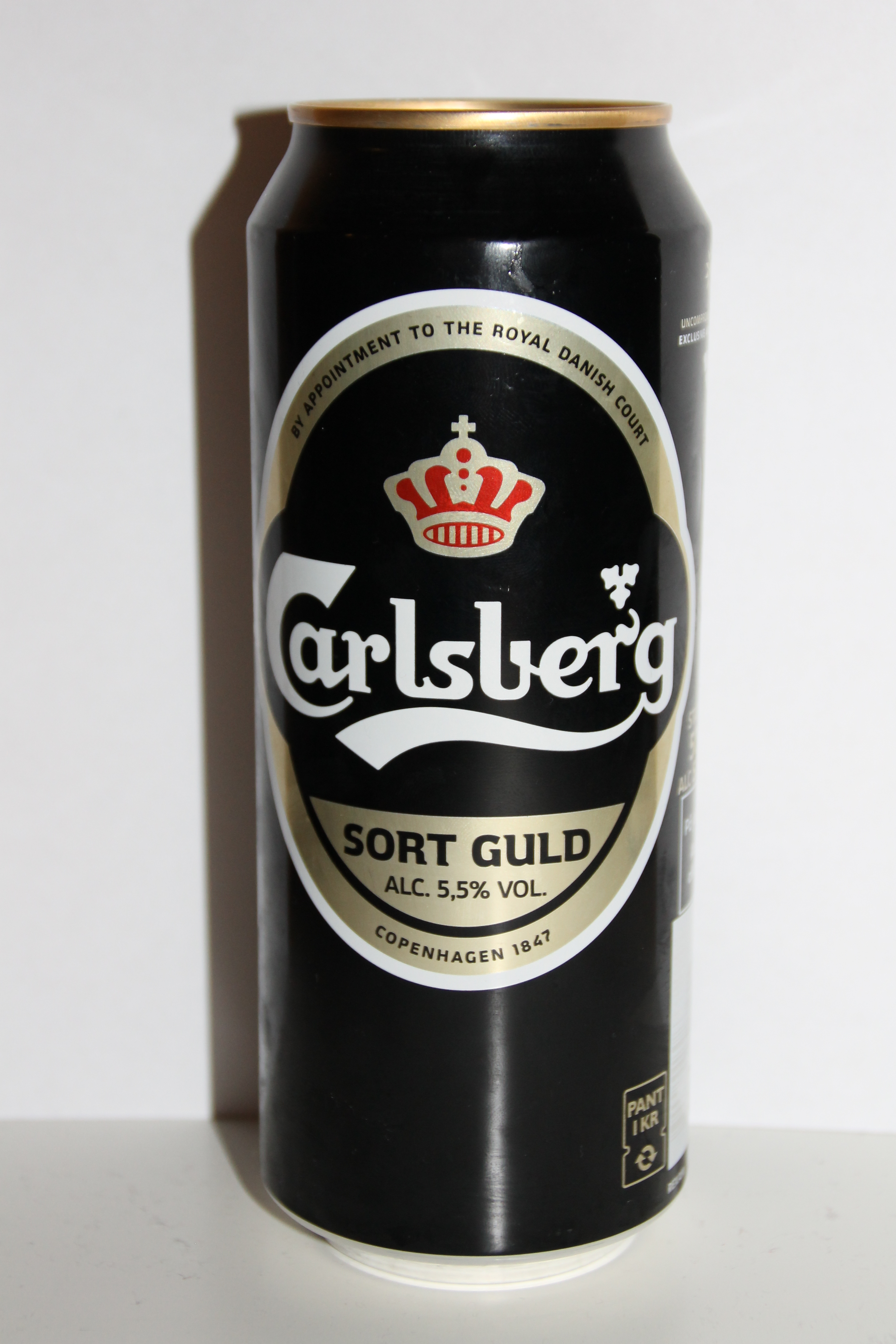
Carlsberg Sort Guld

Carlsberg là tên Công ty sản xuất rượu bia của Đan Mạch, được J.C.Jacobsen thành lập năm 1847, trụ sở tại Copenhagen. Sau khi mua hãng bia Orkla ASA của Na Uy (tháng 1/2001), Carlsberg là hãng bia lớn thứ 5 thế giới. Công ty sử dụng trên 31.000 nhân viên. Sản phẩm của Công ty có mặt tại thị trường 60 quốc gia . Sản phẩm chính của công ty là bia Carlsberg, nhưng cũng có nhãn hiệu bia Tuborg và các nhãn hiệu bia địa phương khác

## Lịch sử
Công ty được thành lập trong năm 1847 với nhà máy bia ban đầu ở Copenhagen, nhưng vị trí chật hẹp và vấn đề gây ô nhiễm môi trường, nên J.C.Jacobsen đã xin vua Đan Mạch cho phép dời tới Valby (cách trung tâm Copenhagen mấy km về phía tây, nơi có đường xe lửa đi qua. Ngày 10.11.1847 mẻ bia đầu tiên ra lò. Năm 1868 công ty bắt đầu xuất cảng bia ra nước ngoài. Năm 1875 công ty lập Phòng thí nghiệm Carlsberg, chuyên nghiên cứu hóa sinh, nhất là những gì liên quan tới sản xuất bia)Năm 1883 Phòng thí nghiệm này nuôi được men bia gọi là "Saccharomyces Carlsbergensis".
Con trai của J.C.Jacobsen là Carl Jacobsen cũng kinh doanh trong ngành. Năm 1871 người con thuê 1 nhà máy phụ của cha (ở Valby) để sản xuất riêng vì hai cha con không nhất trí về chất lượng của bia. Người cha cho rằng  không thể rút ngắn thời gian ủ bia trong kho (ảnh hưởng tới chất lượng), nhưng người con muốn rút ngắn thời gian này để có thể đáp ứng nhu cầu của thị trường. Năm 1880, J.C.Jacobsen không cho con thuê nhà máy phụ đó nữa. Carl liền xây 1 nhà máy mới ngay bên cạnh 2 nhà máy của cha. Quan hệ giữa 2 cha con không mấy tốt đẹp, mãi 19 năm sau khi cha chết, 2 hãng Carlsberg của cha và con mới hợp nhất (năm 1906)
Năm 1968 công ty mua nhà máy bia Wiibroe (bắc đảo Zealand) và bắt đầu lập nhà máy sản xuất bia Carlsberg ở nước ngoài tại thành phố Blantyre, (Malawi). Vài logo nguyên thủy của Carlsberg có hình Con Voi và Chữ Vạn (chữ thập ngoặc). Việc dùng logo chữ Vạn ngưng từ thập niện 1930 vì hình này liên quan tới đảng chính trị ở Đức.
Carlsberg cùng với hãng bia Scottish & Newcastle làm chủ hãng bia Baltic Beverages Holding, hãng này có 19 nhà máy, trong đó 10 tại Nga, 4 tại các nước vùng Baltic, 3 tại Ukraina, 1 ở Kazakhstan và 1 ở Uzbekistan.Carlsberg mua hãng bia Tuborg năm 1970, hãng bia nhỏ "Hannen-Brauerei" (Đức) (năm 1988) và hãng bia Tetley của Anh năm 1992. Công ty cũng có 1 nhà máy ở Ashkelon (Israel) và bắt đầu sản xuất bia từ năm 1994 cho thị trường này. Công ty cũng có 2 nhà máy bia tại Thượng Hải (sản xuất từ năm 1998) và Huizhou (Trung Quốc). Trước kia, công ty cũng có 1 nhà máy tại Hồng Kông, nhưng đã đóng cửa từ năm 1999 vì chi phí sản xuất quá cao. Năm 2000 công ty mua hãng bia "Fekdschlösschen" (Thụy Sĩ). Năm 2001 mua 60% hãng Orkla ASA (Na Uy) và tới năm 2004 mua trọn vẹn hãng này (14,8 tỷ krone Đan Mạch). Công ty cũng nắm hãng "Holsten-Brauerei" của Đức để có thị trường vững chắc ở Bắc Đức
Năm 2007, công ty sản xuất 82 triệu hl. bia, doanh thu đạt 104 tỷ krone Đan Mạch, lợi nhuận của công ty tăng 31% đạt 10,4 tỷ krone Đan Mạch.
Tháng 4 năm 2008 Carlsberg và hãng cạnh tranh Heineken International đã thỏa thuận mua hãng Scottish & Newcastle với giá 10,3 tỷ euro, do đó Carlsberg sẽ nắm 50% vốn của hãng Baltic Beverages Holding, hãng "Kronenbourg" của Pháp và hãng "Mythos" của Hy Lạp
Từ năm 2008, công ty đã dọn về thành phố Fredericia (đông nam bán đảo Jutland), ngoại trừ nhà máy nhỏ Husbryggeriet Jacobsen vẫn còn ở Valby. Hãng bia cũ ở Copenhagen đã từng đón tiếp nữ hoàng Elizabeth II và thủ tướng Winston Churchill của Anh tới thăm.

## Thị trường nước ngoài
Qua các công ty con mà Carlsberg sở hữu toàn phần hoặc từng phần, công ty đã có thị phần ở nhiều nước và bán nhiều nhãn hiệu bia:
- Bulgaria (80% vốn của Carlsberg Bulgaria)
- Phần Lan (100% vốn của hãng Sinebrychoff)
- Pháp (hãng Kronenbourg)
- Hy Lạp (hãng Mythos)
- Ý (hãng Carlsberg Italia)
- Na Uy (hãng Ringnes)
- Nga (50%% hãng Baltic Beverages Holding)
- Thụy Sĩ (hãng Feldschlösschen, từ năm 2000)
- Anh Quốc (hãng Carlsberg UK)
- Thụy Điển (hãng Carlsberg Thụy Điển)
- Đức (hãng Holsten-Brauerei, Hamburg, Astra, Hannen Alt và Duckstein)
- Bồ Đào Nha (hãng Carlsberg Bồ Đào Nha)
- Trung Quốc (2 nhà máy)
- Việt Nam (Bia Huda, thâu tóm từ Công ty TNHH Bia Huế)

Ngoài ra còn liên doanh sản xuất bia Halida (Việt Nam), Chang Beer (Thái Lan), Okocim, Bosman (Ba Lan), Pan (Croatia), Saku Estonia), Skol (Brasil), Troy, Vole và Venüs (Thổ Nhĩ Kỳ)

## Việc bảo trợ
Carlsberg là nhà bảo trợ chính cho:
- Viện Vật lý lý thuyết Copenhagen
- Các Giải vô địch bóng đá châu Âu năm 2004, năm 2008,
- Cúp bóng đá thế giới năm 1990
- Đội bóng đá Liverpool F.C.
- Đội bóng đá Havant & Waterlooville F.C.
- Đội bóng đá Selby town
- Đội bóng đá Toronto FC
- Đội bóng đá Montreal Impact
- Đội bóng đá Pirin Blagoevgrad
- Đội bóng dđ1 F.C. Copenhagen
- Đội bóng đá Odense BK.
- Carlsberg cũng là người bảo trợ thứ nhì cho Đội bóng đá quốc gia Cộng hòa Ireland, Tottenham Hotspur FC. Ngoài ra cũng bảo trợ các môn thể thao đánh golf và trượt tuyết